# Gottfried Angerer (Komponist)
Gottfried Angerer (* 3. Februar 1851 in Waldsee; † 19. August 1909 in Zürich) war ein deutscher Chordirigent und Komponist.

## Leben und Werk
Gottfried Angerer war Schüler des Stuttgarter und des Frankfurter Konservatoriums. Er war Dirigent von Männergesangsvereinen in Frankfurt am Main, Mannheim und Zürich (ab 1887). Er wirkte als Professor an der Kantonsschule (Ober- und Untergymnasium) sowie als Direktor der Musikakademie in Zürich.
Gottfried Angerer war Komponist von Männerchorballaden (Der letzte Stalde, Sigurds Brautfahrt, Königsfelden, Des Geigers Heimkehr, Germanenzug, Der Gottesdienst des Waldes, Gotentreue, Der Königsbote etc.), Männerchören und Liedern.